# Bocana chosenana
Bocana chosenana är en fjärilsart som beskrevs av Felix Bryk 1948. Bocana chosenana ingår i släktet Bocana och familjen nattflyn. Inga underarter finns listade i Catalogue of Life.